# Das fünfblättrige Kleeblatt
Das fünfblättrige Kleeblatt ist eine französische Filmkomödie von Edmond Freess mit Philippe Noiret und Liselotte Pulver in den Hauptrollen.

## Handlung
Das fünfblättrige Kleeblatt, das sind fünf skurrile und sehr eigenwillige Einzelgänger, die in Frankreich, irgendwo auf dem Lande, eine eigene kleine Wohngemeinschaft fernab vom Großstadttrubel gebildet haben. Angeführt werden sie von dem schrulligen Landarzt und Landhausbesitzer Alfred, der es sich hier mit seiner Lebensgefährtin Daisy karg aber gemütlich eingerichtet hat. Ebenfalls zu dem kleinen Trupp gehören ein angeblicher britischer Ex-Offizier namens Lord Picratt, der von einer Kolonialkarriere in Indien schwadroniert, und ein noch kauzigerer Alter, der sich Baron von Bigloschtein nennt, den aber alle nur wegen seines merkwürdigen Hangs, auch tagsüber in Vampirkleidung herumzulaufen, mit „Vampirus“ anreden. Das exzentrische Kleeblatt „bunter Vögel“ komplettiert die ein wenig irrlichternde aber harmlos-liebe Chloë, die sich tatsächlich für eine Fee hält.
Eines Tages muss Alfred einsehen, dass es so nicht weitergehen kann, denn für Einkünfte, um das Haus am Laufen zu halten, sorgt keiner der schrulligen Kindsköpfe. Und so fasst er den Entschluss, einen Teil seines Hauses unterzuvermieten. Dass er dabei ausgerechnet an die unsympathische Familie Constant gerät, kann er natürlich nicht ahnen. Deren Angehörige sind nicht nur spießig, rassistisch und schwulenfeindlich, der alte Constant ist auch noch ein unverbesserlicher Schnorrer und klaut sogar auf dem Markt Ware vom Gemüsestand. Unter diesen Umstände dauert es erwartungsgemäß nicht lange, bis Krieg zwischen diesen beiden inkompatiblen Wohngemeinschaften ausbricht.
Als der alte Constant wie vom Blitz getroffen tot umfällt und seine Frau ihm kurz darauf folgt, keimt für einen Moment kurz Hoffnung für das fünfköpfige Kleeblatt auf. Doch mit Constant junior und dessen Familie ziehen gleich darauf die nächsten Störenfriede und Spießer auf. Alfred und die Seinen plus Freund Ferdinand beschließen daraufhin, diese ungastlich gewordene Stätte zu verlassen und fahren mit drei kleinen Kutschen einer ungewissen Zukunft entgegen.

## Produktionsnotizen
Gedreht im ländlichen Frankreich, wurde Das fünfblättrige Kleeblatt am 23. August 1972 uraufgeführt. In Deutschland lief der Film trotz der Besetzung Lilo Pulvers nicht im Kino an. Erstmals im deutschen Fernsehen gezeigt wurde er am 13. Januar 1996 auf RTL 2.

## Wissenswertes
Für den Regisseur Edmond Freess (1938–2016), von Haus aus eigentlich Maler, war dies einer von nur fünf Filmen, die er inszeniert hatte.

## Kritik
Das Lexikon des internationalen Films befand: „Eine mäßig inszenierte Komödie mit pittoresken Figuren, die sich weitgehend vergeblich bemüht, groteske Situationen aneinanderzureihen.“